# Convenio hispano-francés de 1904 sobre Marruecos

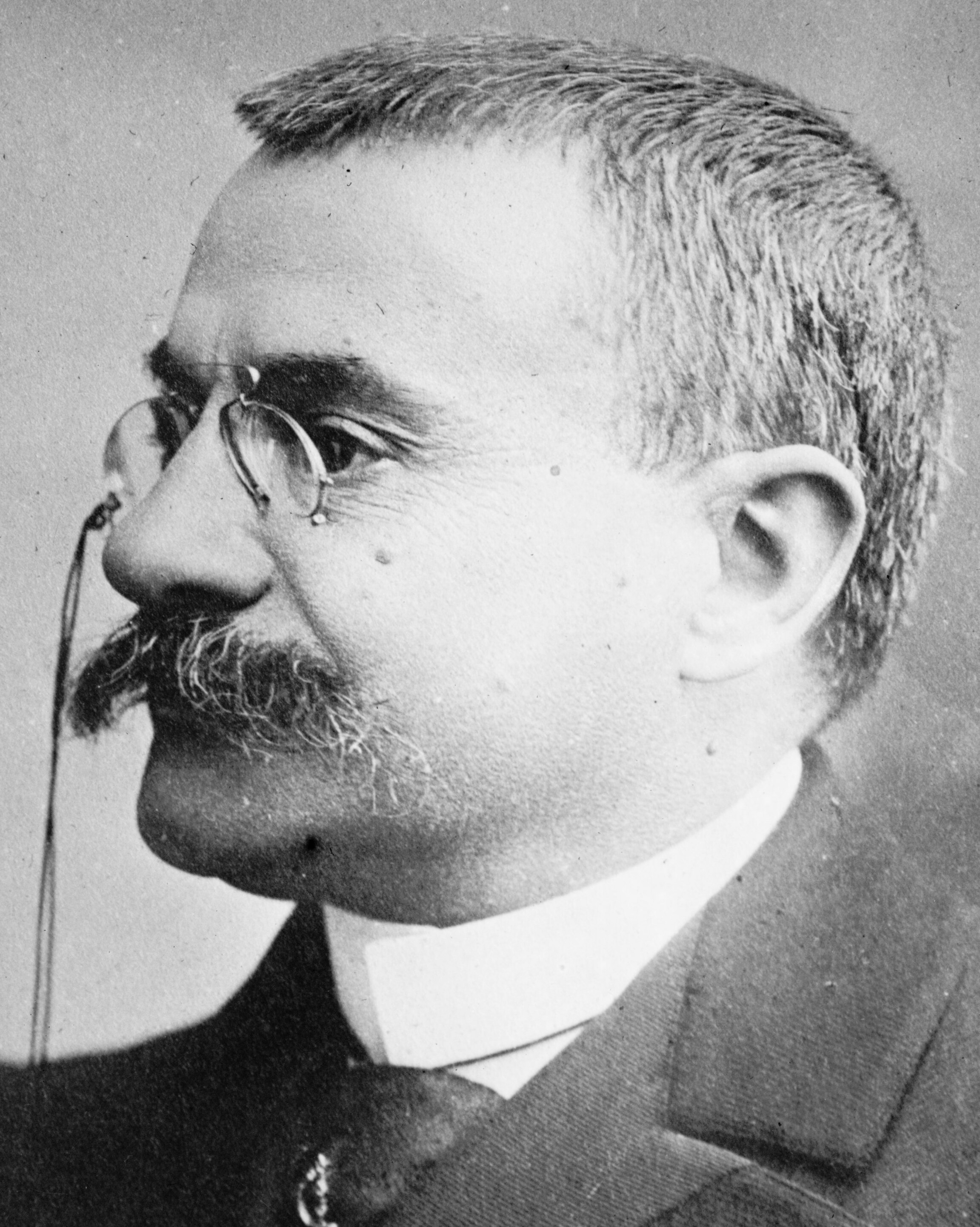
Théophile Delcassé, ministro de exteriores francés (1898-1905).

El convenio hispano-francés de 1904 fue un tratado bilateral entre España y Francia por el cual se repartían las zonas de influencia en Marruecos.

## Síntesis inicial: resumen y encuadre geográfico y temporal
El convenio acordado entre los representantes de España y Francia el 3 de octubre de 1904, en París, permitió establecer una zona de influencia española en Marruecos. Su firma corresponde con el régimen de la Restauración, concretamente bajo el gobierno de Antonio Maura, en el cual España reorientará su política exterior buscando una posición en el sistema internacional. 
Tras el Desastre del 98, España necesita insertarse en la política internacional con el fin de obtener garantías en el Mediterráneo, centrando su atención en Marruecos y la defensa de las Islas Canarias. Para ello, deberá sumergirse en el juego de las grandes potencias, pues Francia puede amenazar su poder en Marruecos. “Por otro lado, Europa vive un momento tenso, situándonos ante el último periodo del colapso del concierto europeo que arranca con la redistribución colonial y culmina con la Gran Guerra.” Tras la crisis de Fachoda en 1898, existía una gran fricción entre el Imperio británico y la Tercera República francesa hasta el ascenso de Delcassé, quien promulga un acercamiento a los ingleses, los cuales, a su vez, vieron su hegemonía puesta en entredicho con la alianza franco-rusa. Tampoco debemos olvidar las pretensiones imperialistas del Imperio alemán, a través de weltpolitik tras la desaparición de los sistemas bismarckianos, y del Reino de Italia en el Mediterráneo. 
De esta forma se abre la cuestión marroquí, un proceso de negociaciones entre España y Francia, bajo la atenta mirada de Inglaterra y Alemania. La localización de Marruecos es clave para Reino Unido y su comercio con las Indias y Egipto, el cual podría verse amenazado por el predominio francés en dicha región. Además, fue Inglaterra quien inició a Marruecos en el comercio internacional, convirtiéndose en su principal socio. España utilizará esta baza dentro de las negociaciones con Francia, cuyos intereses radicaban en la cercanía con la Argelia francesa. Al mismo tiempo, será empleada como estado tapón para las ambiciones alemanas.

## Desarrollo del contenido

### Antecedentes

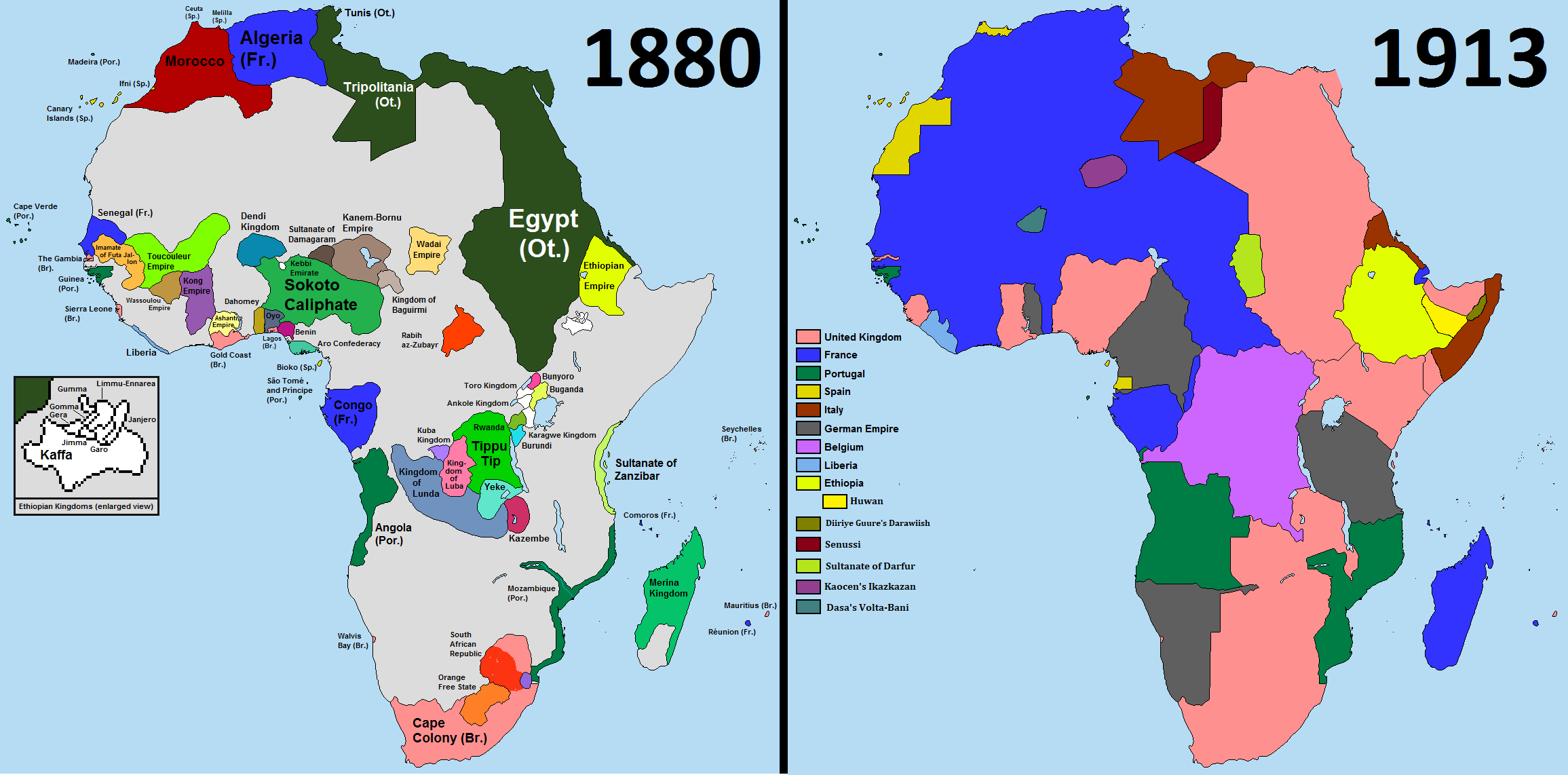
Comparación de las colonias europeas en África entre 1880 y 1913 (en inglés). El Reparto de África se intensificó tras la conferencia de Berlín (1884-85).

Los contactos con Francia y Reino Unido comenzaron a acrecentarse cuando Estados Unidos amenazó sus posesiones ultramarinas españolas, de forma que ya existían precedentes, aunque no se produjo el resultado esperado. Francia, de la mano de su ministro de exterior, Delcassé, llevará a cabo una política exterior en la cual intentará acercarse a las diferentes potencias involucradas en Marruecos. “Buscará un acercamiento a través de tratados comerciales en 1898 sobre los que levantar futuros acuerdos políticos.” Intentará o procurará la amistad con Inglaterra después de la crisis de Fachoda, al mismo tiempo que consolida su alianza con el Imperio ruso. Por su parte, Inglaterra, intentará velar por sus intereses en el estrecho manteniendo una rivalidad con Francia, pero sin olvidar las condiciones y factores que hemos mencionado anteriormente. Además, Inglaterra había apoyado a Estados Unidos durante su guerra contra España, por lo tanto las relaciones diplomáticas se llevaron un duro revés. 
En 1898 se produce el Tratado de París, presentando a España como una potencia media incapaz de garantizar la seguridad de sus enclaves de interés en el Mediterráneo, de forma que otras potencias mayores interceden, en especial Inglaterra que busca garantizar la seguridad de Gibraltar e interesada en mantener el statu quo en Marruecos. Por lo tanto, España queda, en cierta medida, a expensas de la acción de las grandes potencias, especialmente Francia e Inglaterra. A medida que las posturas inglesas y francesas se van acercando, con ciertas fricciones aun, España buscará moverse entre los entresijos de ambas para lograr sus objetivos.
“En 1899, se llevaría a cabo el convenio anglo-francés, considerado por algunos como el inicio de reparto del norte de África y un precedente para la Entente Cordiale.” Un año más tarde se producirán acuerdos por parte de Francia con Italia, con el fin de disuadirla de la Triple Alianza, y España respectivamente, incluso, en 1902, se llega a plantear un posible reparto de Marruecos. España busca, en todo caso, un freno a la injerencia de Francia sobre el territorio, centrada en especial en los territorios del Río de Oro (sur del Sáhara Español) y Guinea española, con quien firma un tratado en el año 1900 para delimitar sus colonias del Sahara y de Guinea respecto de las colonias francesas vecinas. “El país galo tenía dos formas de acercarse a Marruecos: desde una posición “pacífica” en la cual reafirma el statu quo y apoya al sultán, y otra postura más beligerante por la cual induce a los locales a mostrarse intransigente con las potencias europeas generando revueltas.”  En abril de 1904 se produciría el acuerdo entre franceses e ingleses permitiendo libertad de actuación a Francia en Marruecos y a Inglaterra en el Jedivato de Egipto. Como compensación, las fronteras establecidas en 1902 con España serían limitadas, volviendo así a las negociaciones que darán lugar la Declaración y Convenio de 1904, mantenido en secreto (hasta 1911) debido a los posibles conflictos que desataría. 

### La Declaración y Convenio de 1904

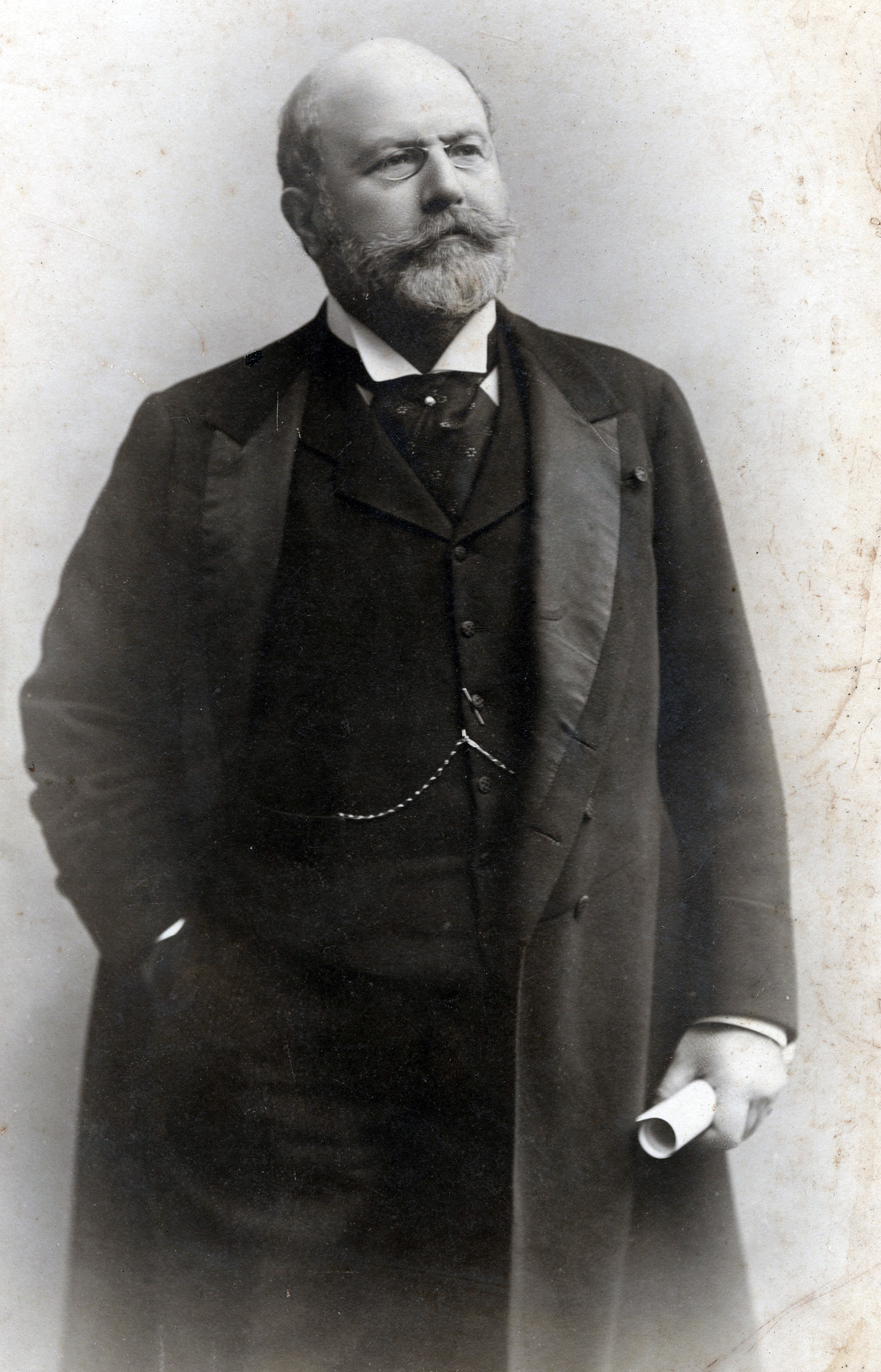
Fernando León y Castillo. Representante de España durante las negociaciones.

Como representante de España acudió Fernando León y Castillo, uno de los artífices del Tratado de París de 1898 y quien además participó en el convenio hispano-francés de 1900 y el fallido reparto de 1902. Su contraparte francés será el propio Delcassé, con quien ya había coincidido en más de una ocasión. En cuanto a las negociaciones, España sabía que al contar los franceses con la complicidad inglesa pocas reclamaciones podrían hacer. Del documento que se generó podemos deducir una serie de ideas principales: 
1. En primer lugar, España se adhería a la declaración franco-inglesa en cuanto a la cuestión de Marruecos y Egipto.[10] Este hecho no supone la adhesión a la entente, como sí ocurrirá en 1912.
2. “La fijación de los derechos y garantías de España en la costa de Marruecos al mismo tiempo que Francia de sus posesiones argelinas. Aquí vemos como los intereses británicos actúan indirectamente, pues buscan que España esté situada en el Mar de Alborán con ciertas garantías para contrarrestar a los franceses.” [11] Francia deberá comunicar toda acción cercana al sultán que ejerza dentro de la esfera de influencia española. Por su parte, España no puede realizar ningún tipo de acción para establecer su dominio en su área de influencia, sin haber consultado antes al gobierno francés (durante 15 años).
3. España tendrá libertad de acción en su zona, siempre en favor de apoyar a Marruecos y sin salirse de los acuerdos firmados.
4. Por otro lado, los territorios asignados no pueden transferirse de ninguna manera y cierra la cuestión a otras potencias extranjeras. También se procederá a notificar cualquier acción militar a la otra parte contratante.

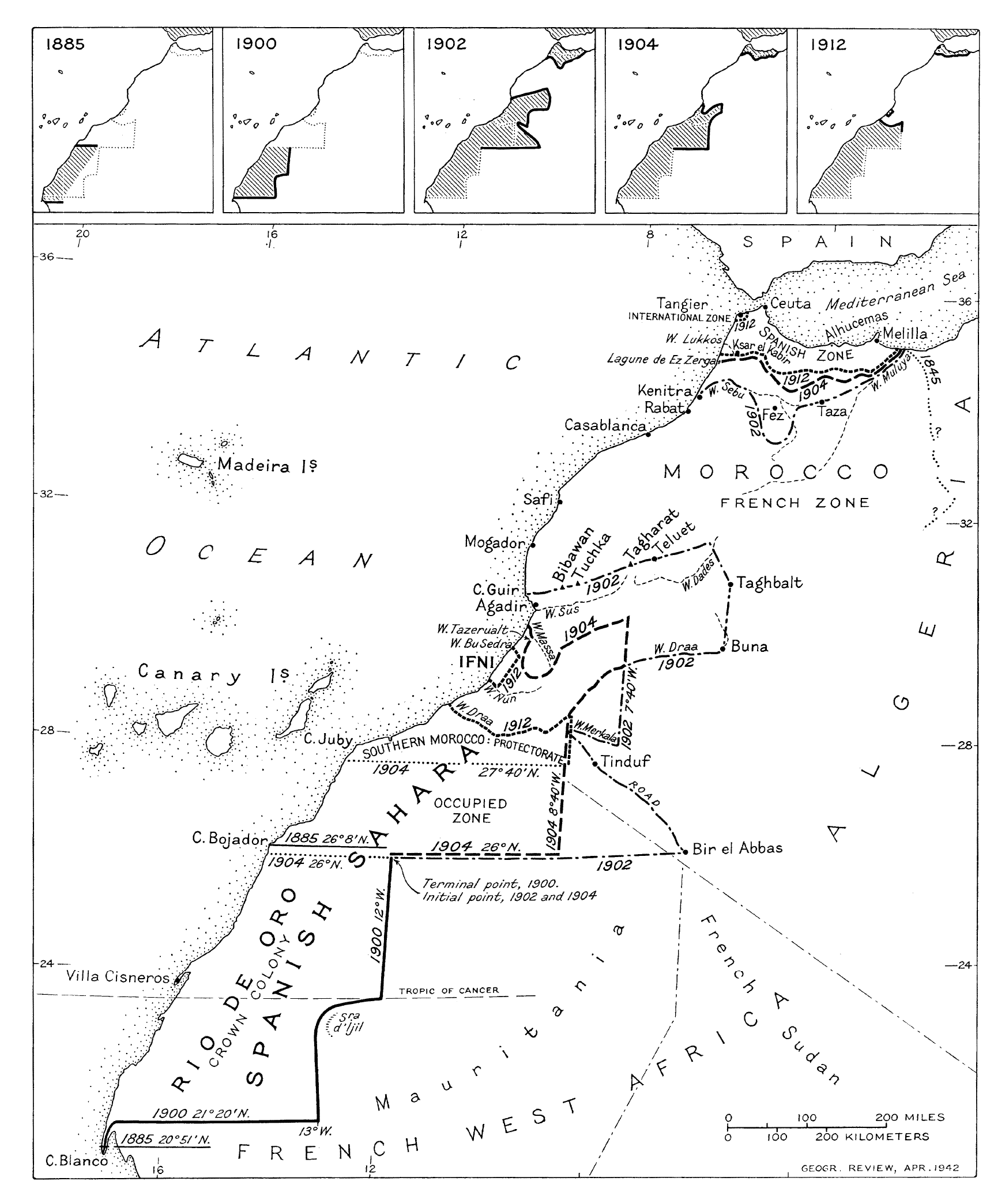
Mapa que muestra la evolución territorial española en Marruecos y el Sáhara Occidental entre 1885 y 1912, incluyendo los límites fijados en 1904.

Naturalmente, también encontramos toda una serie de ideas secundarias como podría ser: 
- El contrabando de armas y la cooperación de ambas partes en limitarlo, si Marruecos lo deseaba (art. XIII). Este artículo nos proporciona un dato indirecto, que es la afluencia que tenía el armamento en el mercado negro. Debemos recordar que las hostilidades y las cabilas marroquíes, eran frecuentes, necesitando armas para poder cumplir sus objetivos.
- La publicación del acuerdo cuando sea conveniente, es decir, mantenerlo en secreto que las condiciones sean favorables (art. XVI). Sin embargo, Alemania conseguirá hacerse con el documento, desatando así la crisis marroquí que provocará la dimisión de Delcassé.
- El respeto de los centros educativos españoles así como la circulación libre de la moneda española (art. XI).
- La posibilidad de asociación entre Francia y España con Marruecos para la explotación de minas y canteras así como de otras empresas económicas (art. 2).

### Consecuencias e influencia posterior
La declaración y el convenio de 1904 trajo consigo una serie de consecuencias en el ámbito internacional, de la misma manera que fue una base sobre la cual se establecerán tratados con Inglaterra y Francia,  como el caso de la conferencias de Algeciras en 1906 o los Acuerdos de Cartagena de 1907, cuando se produce internacionalización del conflicto. 
Ambas partes quedaron satisfechas, pues los pactos producidos respetaron la importancia del Estrecho para los ingleses, al mismo tiempo que Francia imponía sus deseos sobre Marruecos. Alemania quedaba excluida de esta manera de cualquier aspiración en Marruecos, a pesar de haber intentado negociar con España, de forma que esta última pudiera haber recibido una parte más sustancial. Este hecho supone la culminación de los acuerdos llevados a cabo por el ministro francés Delcassé. Los acuerdos coloniales con Inglaterra adquirirían un nivel superior, pasando al ámbito político. A su vez mantenía la alianza con Rusia, a pesar de que esta última había recibido un duro golpe en la guerra ruso-japonesa y la consecuente revolución social, pues seguía representado una amenaza para los planes de Alemania. De hecho, tras la crisis internacional de 1905, los lazos entre estas potencias se consolidarían aún más. 

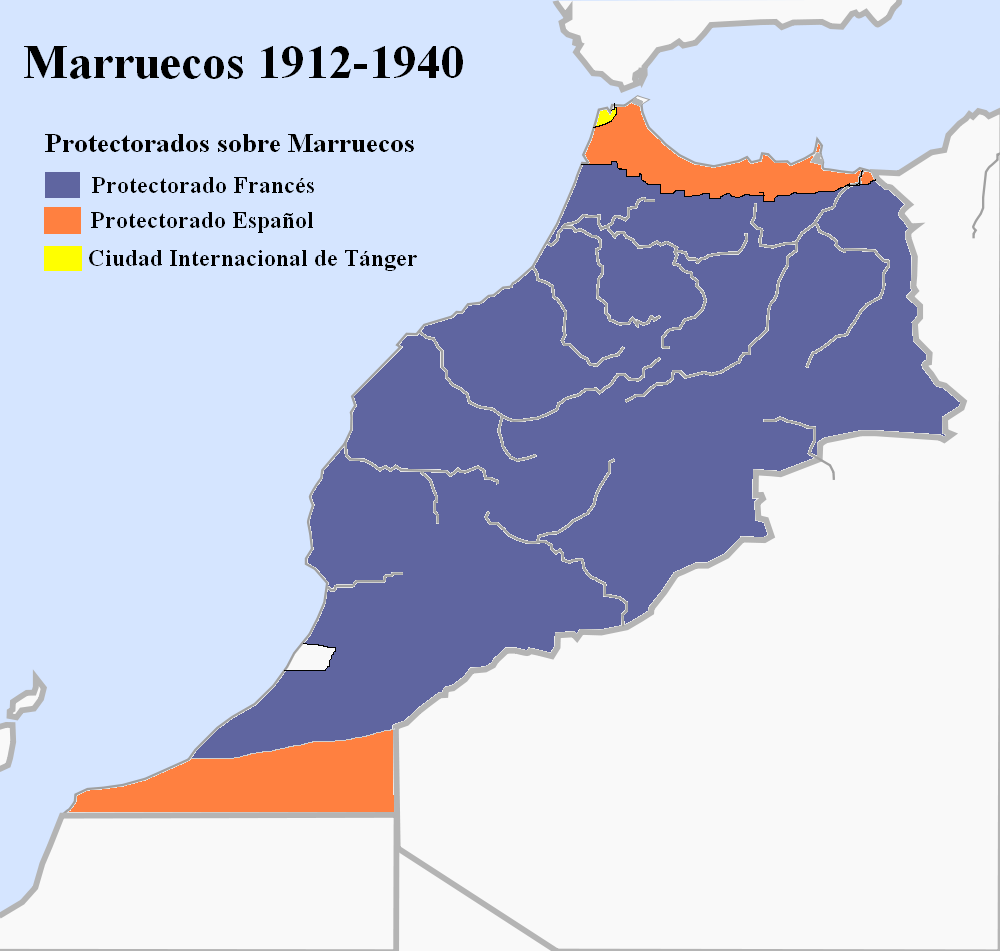
Mapa del Protectorado español de Marruecos, el Protectorado francés de Marruecos y la Zona Internacional de Tánger.

Por parte de España, había conseguido, relativamente, las garantías que esperaba tras la Crisis del 98. “El temor que se vivió al estar rodeando de grandes potencias estuvo presente en las negociaciones, pues la debilidad del ejército español había quedado en entredicho, arrastrándola hasta una posición de potencia media.” Las líneas fuera del interés británico quedaron expuestas en las negociaciones, como sería el caso de Fez. Además, las acciones emprendidas por España deberían ser consultadas al gobierno francés durante un periodo de 15 años. En cambio, ganaba la zona costera y el territorio preciso para la defensa de las Canarias.